# Українське Об'єднання в Чехо-Словаччині
Українське Об'єднання в Чехо-Словаччині — громадська організація, заснована у Празі 1928 колами опозиції до Українського Комітету в Чехо-Словаччині. В Об'єднанні мали перевагу прихильники середовища УНР, що тісно співпрацювали з Музеєм Визвольної Боротьби України. Об'єднання мало філії в Подебрадах і Мєльніку. Існувало до 1939. Головою його був А. Яковлів.